# Ratingen-Homberg

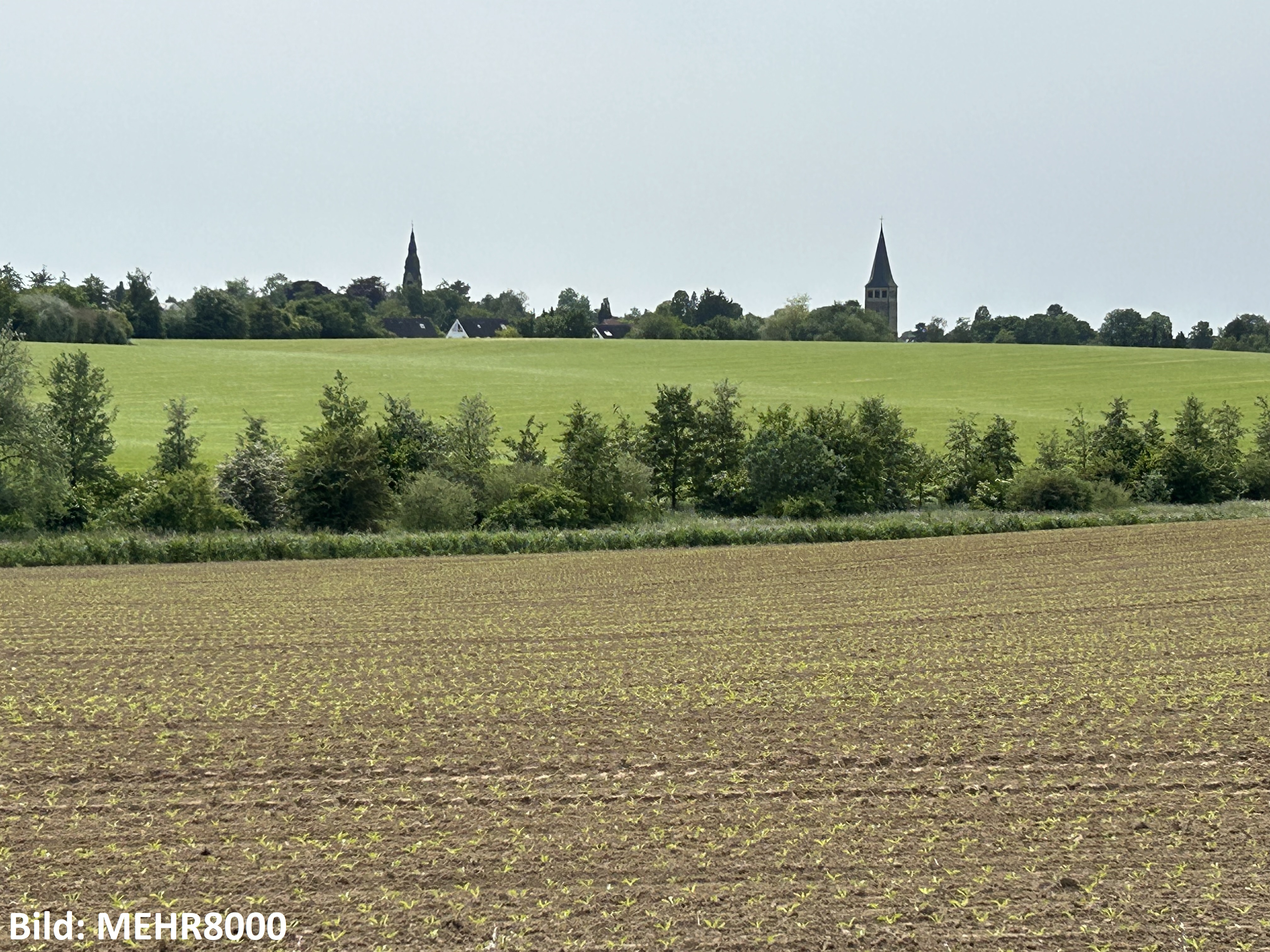

Homberg ist seit 1975 ein Stadtteil von Ratingen im Kreis Mettmann. Der in der Stadt Ratingen aufgegangene Teil der ehemaligen Gemeinde Homberg-Meiersberg bildet heute als Stadtteil Homberg zusammen mit dem Stadtteil Schwarzbach einen Gemeindebezirk.
Das Bild Hombergs wird geprägt durch die Türme der beiden an der Dorfstraße gelegenen Kirchen, die im Volksmund als Wiesnasen bezeichnet werden, da sie von den umliegenden Hügeln aus gesehen wie Nasen aus den Feldern herausragen. Den historischen Kern des Dorfes bildet die katholische Kirche St. Jacobus der Ältere an der Dorfstraße, eine romanische Basilika aus dem 12. Jahrhundert, in der sich Skulpturen des Düsseldorfer Künstlers Bert Gerresheim befinden. Über dem Altar hängt eine Reproduktion des um 1060 entstandenen Werdener Bronzekruzifixes. Vor dem Westturm von St. Jacobus erweitert sich die Dorfstraße zu einem kleineren Platz mit einigen malerischen Häusern, u. a. dem seit dem 16. Jahrhundert bezeugten Fachwerkhaus In der Meuse (Jacobusgasse 3). Im unterhalb dieses Platzes gelegenen Teil der Dorfstraße ist der dörflich gewachsene Charakter des Dorfes noch heute gut erkennbar.

## Geschichte

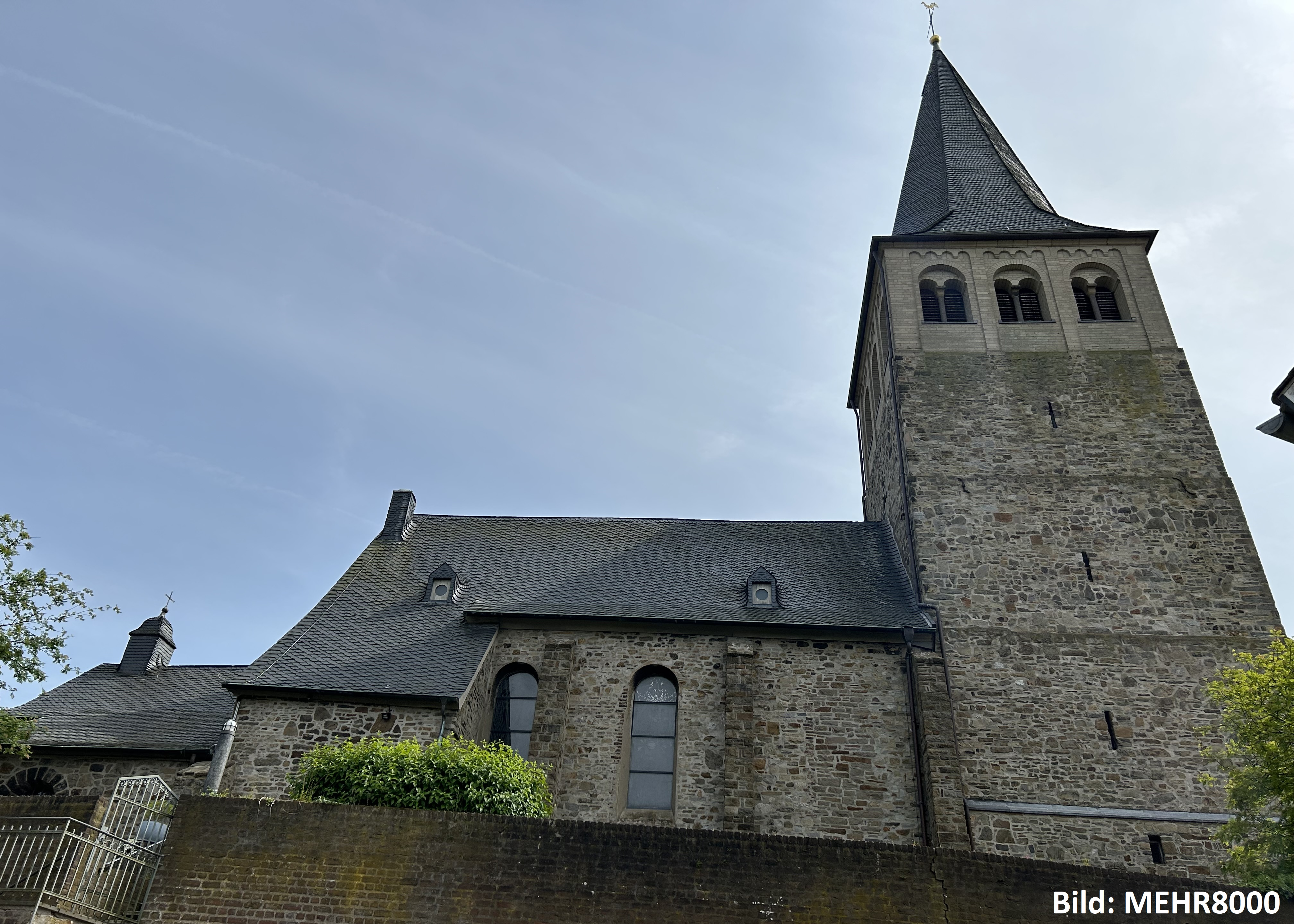

Die erste urkundliche Erwähnung Hombergs datiert auf das Jahr 1067.
Im 12. Jahrhundert wurde die katholische Kirche St. Jacobus der Ältere gebaut.
Mitte des 14. Jahrhunderts gehörte Homberg zum bergischen Amt Angermund und hatte ein eigenes Landgericht.
1684 wurde die erste evangelische Kirche in Homberg gebaut. Sie lag nördlich des Dorfes „im Grund“.
1685 wurde gegenüber der Kirche die evangelische Volksschule gebaut.
Seit dem 19. Jahrhundert bildeten die drei alten Honnschaften Homberg, Bracht und Bellscheidt die Gemeinde Homberg-Bracht-Bellscheidt in der Bürgermeisterei Eckamp im Landkreis Düsseldorf. Das ebenfalls aus einer alten Honnschaft hervorgegangene Meiersberg war eine Gemeinde in der Bürgermeisterei Hubbelrath.

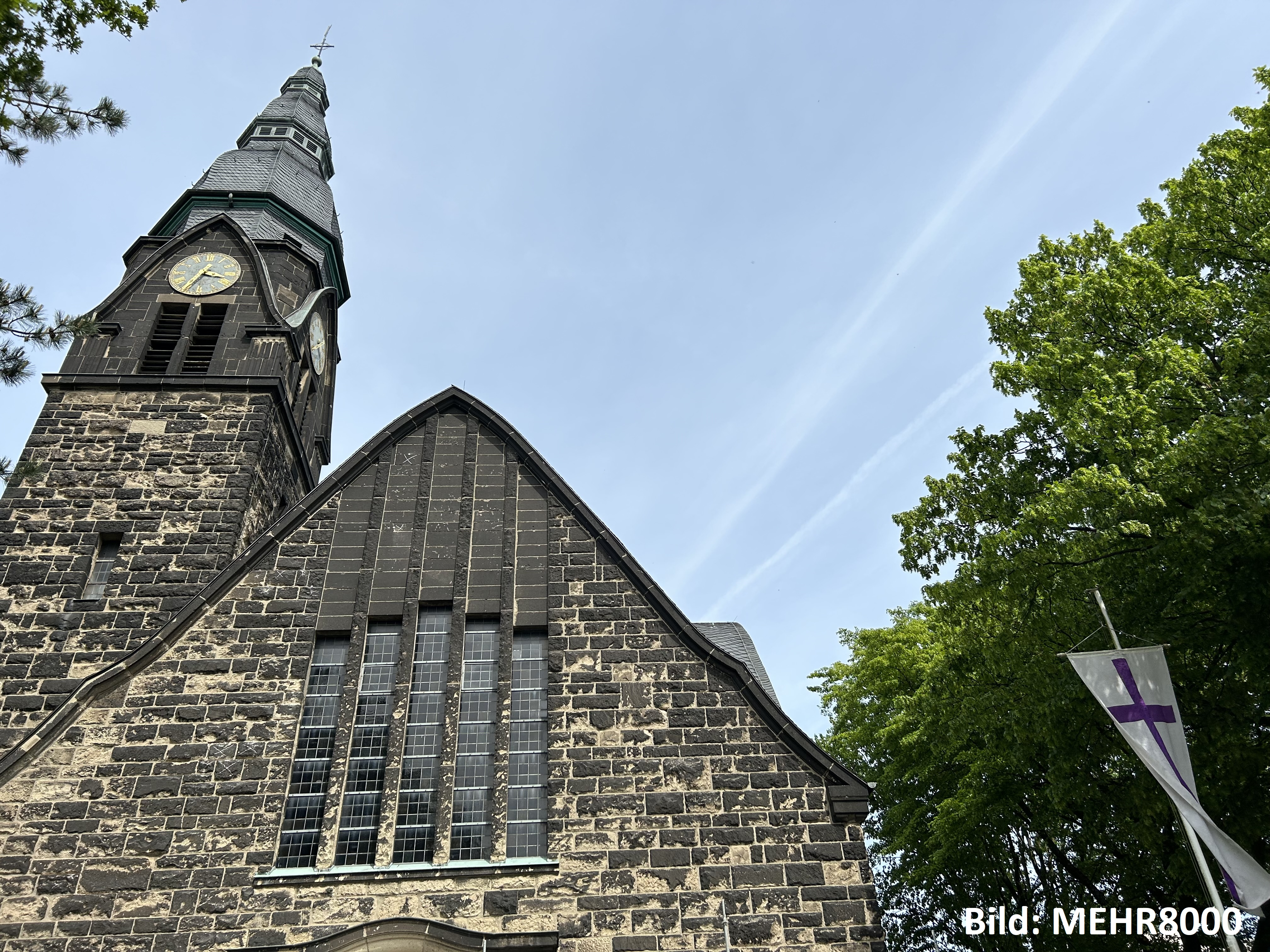

Die neue evangelische Christuskirche wurde 1912 nach Plänen des Architekten Moritz Korn fertiggestellt.
Am 29. Juli 1929 wurde im Rahmen der kommunalen Neugliederung die Gemeinde Homberg-Bracht-Bellscheidt ein Teil des neuen Amtes Hubbelrath im Landkreis Düsseldorf-Mettmann.
Das neue Wasserwerk wurde am 14. August 1959 in Betrieb genommen.
Zum 1. April 1967 wurden auf eigenen Wunsch die Gemeinden Homberg-Bracht-Bellscheidt und Meiersberg zur neuen Gemeinde Homberg-Meiersberg zusammengeschlossen. Sie bestand aus dem Dorf Homberg, den Weilern Hofermühle und Oberheide sowie zahlreichen Einzelhöfen und gehörte zum Amtsgerichtsbezirk Ratingen.
1968 wurde die Volksschule in Meiersberg geschlossen. Die konfessionellen Schulen im Homberg wurden ebenso aufgelöst und eine Gemeinschaftsgrundschule gegründet. Als Schulgebäude wurde der einige Jahre zuvor für beide konfessionellen Schulen errichtete Neubau mit Turnhalle in Alt-Homberg verwendet.
Die vier Gemeinden des Amtes Hubbelrath (Hasselbeck-Schwarzbach, Homberg-Meiersberg, Hubbelrath, Metzkausen) planten 1968, sich zu einer Einheitsgemeinde mit dem Namen Hubbelrath zusammenzuschließen. Die folgende große Gebietsreform stoppte diese Planung.
In den 1970er Jahren wurde Homberg südlich der Landstraße Ratingen–Wülfrath (Meiersberger Straße) um das Neubaugebiet Homberg-Süd erheblich, auch auf dem Gebiet der früheren Gemeinde Meiersberg, erweitert. Dort befindet sich inzwischen auch die einzige (Grund-)Schule (gebaut 1974–1975) des Stadtteils, die Christian-Morgenstern-Schule, deren früherer Hauptsitz in Alt-Homberg mittlerweile geschlossen wurde.
Die Gemeinde Homberg-Meiersberg bestand nur kurze Zeit, sie wurde am 1. Januar 1975 durch das Gesetz zur Neugliederung der Gemeinden und Kreise des Neugliederungsraumes Mönchengladbach/Düsseldorf/Wuppertal vom 10. September 1974 aufgelöst. Der größte Teil der Gemeinde (16,18 km2 mit 4045 Einwohnern) wurde mit der amtsfreien Stadt Ratingen, den Gemeinden Breitscheid, Eggerscheidt, Hösel und Lintorf (Amt Angerland) zur neuen Stadt Ratingen im Kreis Mettmann zusammengeschlossen. Hofermühle (3,03 km2 mit 343 Einwohnern) wurde in die Stadt Heiligenhaus eingegliedert, einige Grundstücke östlich des Weilers Oberheide (12 ha mit zwei Einwohnern) kamen an die Kreisstadt Mettmann.

## Bevölkerungsentwicklung
| Gemeinde                   | Fläche (km²) | Volkszählung 1950 | Volkszählung 1961 | Volkszählung 1970 |
| -------------------------- | ------------ | ----------------- | ----------------- | ----------------- |
| Homberg-Bracht-Bellscheidt | 10,93        | 1.500             | 1.880             |                   |
| Meiersberg                 | 8,41         | 817               | 728               |                   |
| Homberg-Meiersberg         | 19,34        | 2.317             | 2.608             | 3.274             |

## Verkehr

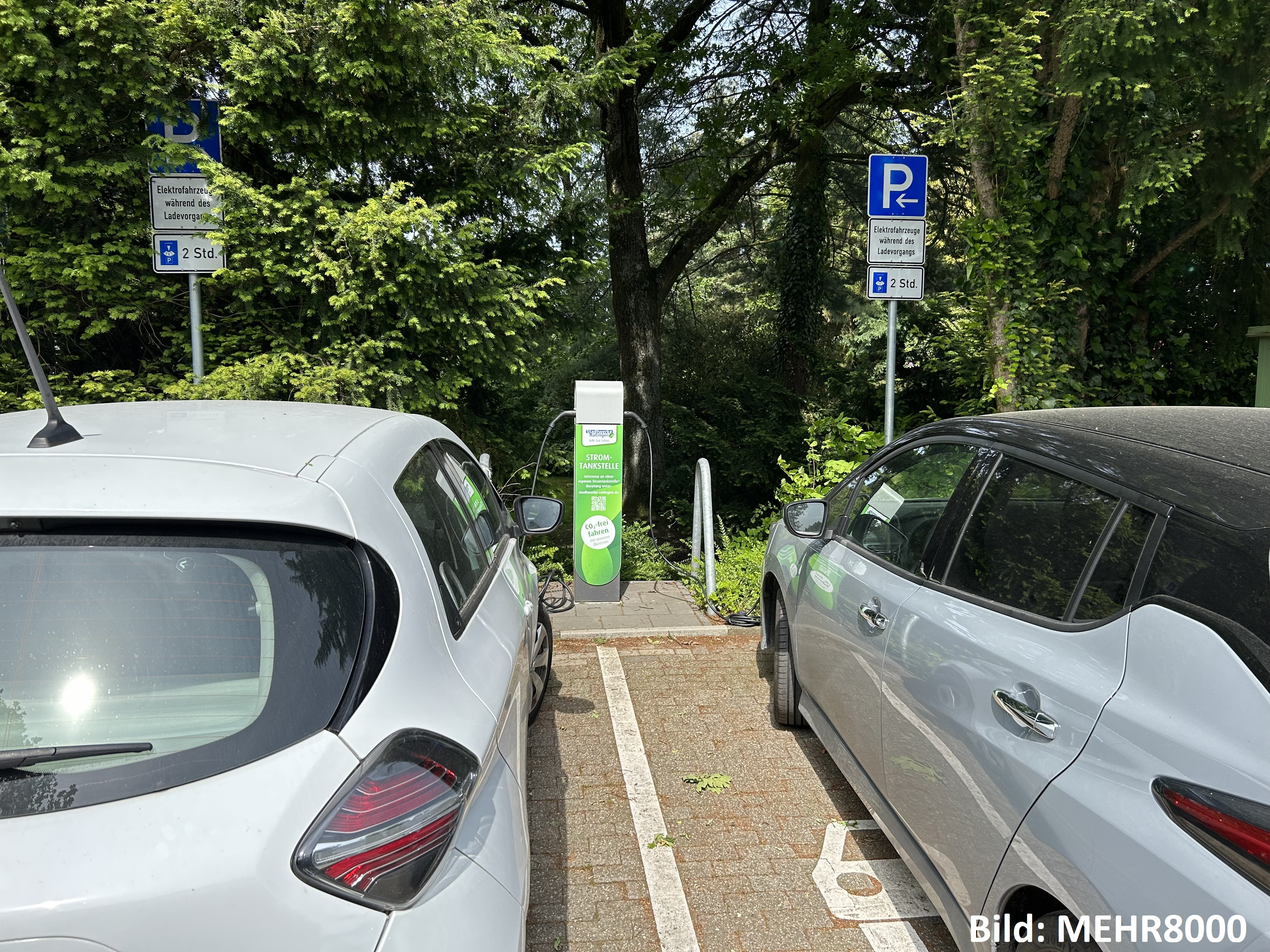

Homberg ist über die Landesstraße L 422 mit Ratingen sowie den Bundesautobahnen A 3 (Köln–Oberhausen) und A 44 (Velbert–Düsseldorf–Mönchengladbach) und Wülfrath sowie über die Landesstraße L 156 mit Heiligenhaus und der Kreisstadt Mettmann verbunden. An den öffentlichen Nahverkehr ist Homberg angeschlossen durch die Buslinien 748 (Wülfrath–Mettmann), 761 (Homberg–Ratingen) und 771 (Velbert–Ratingen).
Dem zunehmenden Anteil von Elektroautos begegnen die Stadtwerke mit 2 Ladesäulen in Homberg-Nord am Grashofweg (siehe Bild) sowie 2 Ladepunkten in Homberg-Süd auf dem Parkplatz des Golfclubs.